# Castell de Toga
El castell de Toga és una construcció defensiva d'origen àrab situada a la part baixa de la població de Toga, a l'Alt Millars (País Valencià), al costat del llit del riu Millars.
La seua construcció i funcionalitat cal relacionar-la amb la importància estratègica del lloc, aigües avall de l'estret pas de l'estret de Toga, imponent congost del Millars.

## Descripció
És de planta irregular i amb el temps va passar de ser una obra militar i estratègica a convertir-se en un castell-palau senyorial. En l'actualitat es troba en un estat de conservació bastant precari, tot i que encara es poden observar alguns llenços de l'estructura defensiva externa.